# Imagerie par résonance magnétique à contraste de phase
 (septembre 2023).
L'imagerie par résonance magnétique à contraste de phase (IRM-PC) est un type spécifique d'imagerie par résonance magnétique. Il est utilisé principalement pour déterminer les vitesses d'écoulement des flux. L'IRM-PC peut être considérée comme une méthode de vélocimétrie par résonance magnétique . Elle propose également une méthode d'angiographie par résonance magnétique (ARM) . Étant donné que l’IRM-PC moderne est généralement résolue dans le temps, elle fournit une imagerie 4D (trois dimensions spatiales plus le temps).

## Applications
L'IRM-PC est l'une des principales techniques d'angiographie par résonance magnétique (ARM). Elle a différentes applications dont les plus répandues sont :
- l'étude de la circulation du liquide céphalo-rachidien (ou cérébro-spinal), notamment dans le bilan de l'hydrocéphalie ;
- l'étude du flux sanguin, notamment du flux des artères.

## Limites
Différentes limites subsistent pour l'IRM-PC :
- les effets de volume partiel (lorsqu'un voxel contient la frontière entre des matériaux statiques et en mouvement) peuvent surestimer la phase, conduisant à des vitesses inexactes à l'interface entre les matériaux ou les tissus ;
- la dispersion de phase intravoxel[Quoi ?], qui se produit lorsque les vitesses au sein d'un pixel sont hétérogènes (notamment dans les zones d'écoulement turbulent), ce qui peut fausser la vitesse d'écoulement ;
- des artefacts de déplacement (également appelés artefacts de mauvais repérage et d'écoulement oblique) se produisent lorsqu'il existe une différence de temps entre le codage de phase et celui de fréquence. Ces artefacts sont plus élevés lorsque la direction du flux se situe dans le plan de la coupe (le plus important dans le cœur et l'aorte pour les flux biologiques)[2].